# Juri Jakowlewitsch Barabasch
Juri Jakowlewitsch Barabasch (russisch Юрий Яковлевич Барабаш, wiss. Transliteration: Jurij Jakovlevič Barabaš; ukrainisch Юрій Якович Барабаш; * 10. August 1931 in Charkiw, Ukrainische SSR; † 28. November 2024 in Moskau) war ein sowjetischer bzw. russischer Kulturpolitiker und Publizist. Der ab den 1960er Jahren in Moskau lebende Doktor der Philologie beschäftigte sich überwiegend mit Betrachtungen zur Literatur. Zeitweise war er Erster stellvertretender Kulturminister der UdSSR.

## Leben und Wirken
Juri Barabasch wurde 1931 in Charkiw geboren. Er graduierte 1955 an der Fakultät für Journalismus an der Taras-Schewtschenko-Universität Kiew. Anschließend arbeitete er als Redakteur der Zeitschrift Prapor („Flagge“) in Charkiw. Ende der 1950er Jahre trat er in die KPdSU ein. 1960 übernahm er den Posten des stellvertretenden Herausgebers, wechselte aber schon 1961 als Mitherausgeber zur Literaturnaja gaseta („Zeitschrift für Literatur“) nach Moskau.
Von 1965 bis 1973 war er zunächst Bereichsleiter, dann Berater der Kulturabteilung des Zentralkomitees der KPdSU. In dieser Zeit verfasste er seine Dissertation über die sowjetisch-ukrainische Literatur. Von 1973 bis 1975 wirkte er als Direktor des Instituts für die Geschichte der Künste in Sankt Petersburg und von 1975 bis 1977 als Direktor des Gorki-Instituts für Weltliteratur der Sowjetischen Akademie der Wissenschaften in Moskau.
Von 1977 bis 1983 bekleidete er das Staatsamt als Erster Stellvertreter des Ministers für Kultur der UdSSR. 1983 kehrte er in seinen Redakteursberuf zurück und betreute bis 1986 die Zeitschrift Sowetskaja Kultura („Sowjetische Kultur“) als deren Chefredakteur. Ab 1989 war er leitender Forscher in der Abteilung für Literaturen der Völker Russlands und der GUS am Institut für Weltliteratur „A. M. Gorki“ der Russischen Akademie der Wissenschaften.
Barabasch ist Autor zahlreicher Veröffentlichungen zu Aspekten der marxistischen Ästhetik, des sozialistischen Realismus und zur Geschichte der multinationalen Sowjetliteratur.
In seinem auch auf Deutsch erschienenen Buch Fragen der Ästhetik und Poetik (1982) „untersucht der Autor die Spezifik der Wechselbeziehungen zwischen Kunst, Politik und Ideologie. Unter anderem setzt er sich kritisch mit Strukturalismus, Formalismus und ‚New criticism‘ auseinander. Er unterbreitet Vorschläge für eine engere Zusammenarbeit der Literaturwissenschaftler mit Philosophen, Historikern, Soziologen und Psychologen.“
In späteren Schriften widmete er sich einzelnen Dichtern wie Gregorius Skoworoda (1989, 2007), Wolodymyr Wynnytschenko (1991), Nikolai Gogol (1993, 1995, 2001, 2007) und Taras Schewtschenko (2001, 2007) sowie den Literaturen der ehemaligen sowjetischen Herrschaftsgebiete (1997, 2000). Zuletzt veröffentlichte er in Moskauer Verlagen. In Moskau hatte er auch seinen Wohnsitz.
Barabasch starb im Alter von 93 Jahren am 28. November 2024 in Moskau.

## Zitate

### Über den sozialistischen Realismus
„Die Kunst des sozialistischen Realismus nimmt die besten Errungenschaften der Menschheit schöpferisch in sich auf. Wir sind stolz auf diese Kontinuität. Wir betrachten uns als gesetzmäßige Erben alles Wertvollen, das Generationen vor uns geschaffen haben. Uns verbindet nichts mit dem Nihilismus gegenüber dem ‚wertlosen Erbe‘. Auch wenn dieser Nihilismus sich selbst ‚Kulturrevolution‘ nennt, hat er weder mit Kultur noch mit Revolution etwas gemein. Zugleich aber ist die sozialistische Kunst eine zutiefst neue Kunst, eine Kunst des Neuerertums. Sie wird getragen von den fortschrittlichsten Ideen der Gegenwart – von den Ideen zur Umgestaltung der Welt auf der Grundlage des Sozialismus – und sie selbst greift tief in die Praxis dieser Umgestaltung der Welt ein, in die historischen Erfahrungen der Volksmassen, die das neue Leben aufbauen.“

### Über Franz Kafka
„Kafka ist unser Feind.“

## Auszeichnungen
- 1976: Staatspreis der RSFSR
- 1998: Antonowytsch-Preis
- 2004: Taras-Schewtschenko-Nationalpreis der Ukraine

## Schriften

### Buchveröffentlichungen im Original (Auswahl)
- Поет і час. Статті та літературні портрети (Dichter und Zeit. Artikel und literarische Porträts), 1958.
- Чисте золото правди. Деякі питання поетики О. Довженка (Reines Gold der Wahrheit. Einige Fragen zur Poetik von O. Dovzhenko), 1962.
- Я є єсть народ'. Роздуми, суперечки, портрети (Ich bin das Volk. Gedanken, Argumente, Porträts), 1967.
- Алгебра и гармонія. о методологии литературоведческого анализа (Algebra und Harmonie. Zur Methodik der Literaturanalyse), 1977.
- Вопрос эстетики и поэтики (Fragen der Ästhetik und Poetik), 1982.
- 3наю человека… Григорий Сковорода: поэзия, философия, жизнь (Dritte Person … Grigory Skovoroda: Poesie, Philosophie, Leben), 1989.
- Гоголь і Шевченко. Порівняльно-типологічні студії (Gogol und Schewtschenko. Vergleichende und typologische Studien), 2001.
- (in Russisch:)Украинская литература за рубежом: лица, судьбы, тексты (Ukrainische Literatur im Ausland: Gesichter, Schicksale, Texte), 2016.

### Auf Deutsch erschienene Schriften
- Ein Teil der Parteiarbeit. Die Leninschen Prinzipien der Leitung der Literatur und Kunst durch die Partei im Lichte des gegenwärtigen ideologischen Kampfes. In: Weimarer Beiträge. Zeitschrift für Literaturwissenschaft, Ästhetik und Kulturtheorie, Heft 3/1971, S. 98–115.
- Bewußtheit und klarer historischer Blick. In: Neue Deutsche Literatur, Heft 2/1976, S. 75–77.
- Fragen der Ästhetik und Poetik. Autorisierte Fassung aus dem Russischen. Übersetzer: Ursula und Klaus Kantorczyk, Birgit May, Christel Schmidt, Brigitta Schröder. Wissenschaftlicher Bearbeiter: Roswitha Loew. Wissenschaftlicher Berater: Heinz Plavius. Akademie-Verlag, Berlin 1982 (Buchausgabe).